# Lucie Horsch
Lucie Horsch (Amsterdam, 1999) è una flautista olandese.
Avviata allo studio del flauto a becco all'età di cinque anni, ottenne fama nazionale all'età di nove anni, quando un suo concerto sulla riva del Prinsengracht venne trasmesso dalla televisione olandese. Ha studiato presso il conservatorio di Amsterdam nella classe di flauto di Walter van Hauwe e in quella di pianoforte di Marjes Benoist e successivamente di Jan Wijn.
Nel 2014 ha rappresentato i Paesi Bassi nell'Eurovision Young Musicians, e nel 2016 ha ricevuto il premio "Giovane talento" del Concertgebouw. Nel 2017 ha pubblicato il suo primo album, una raccolta di concerti per flauto a becco di Vivaldi, per il quale ha vinto il Premio Edison. Nel 2019 ha pubblicato un secondo album di musica barocca, accompagnata dall'Academy of Ancient Music, per il quale ha vinto il premio Opus Klassik. Nel 2020 ha ricevuto il Nederlandse Muziekprijs.